# Joey (seriál)
Joey je americký televizní seriál. Děj seriálu se odehrává v Los Angeles, hlavní hrdina Joey Tribbiani přijíždí za svojí sestrou a synovcem z New Yorku, kde ukončil svoje účinkování v televizi. Jeho sestra Gina je kadeřnicí, synovec Michael je geniálním studentem, kamarádka Alex je korporátní právničkou, později je i Joeyho přítelkyní. Howard je praštěný, pomalejší Joeyho kamarád a v druhé řadě se objevující Jimmy je Michaelův otec a budoucí manžel Giny.
Seriál Joey je volným pokračováním seriálu Přátelé.
Pořad byl vysílán v televizi NBC v letech 2004–2006, v Česku byl vysílán na HBO a na ČT1. Seriál byl po odvysílání 46 dílů zrušen.